# Місячний метеорит

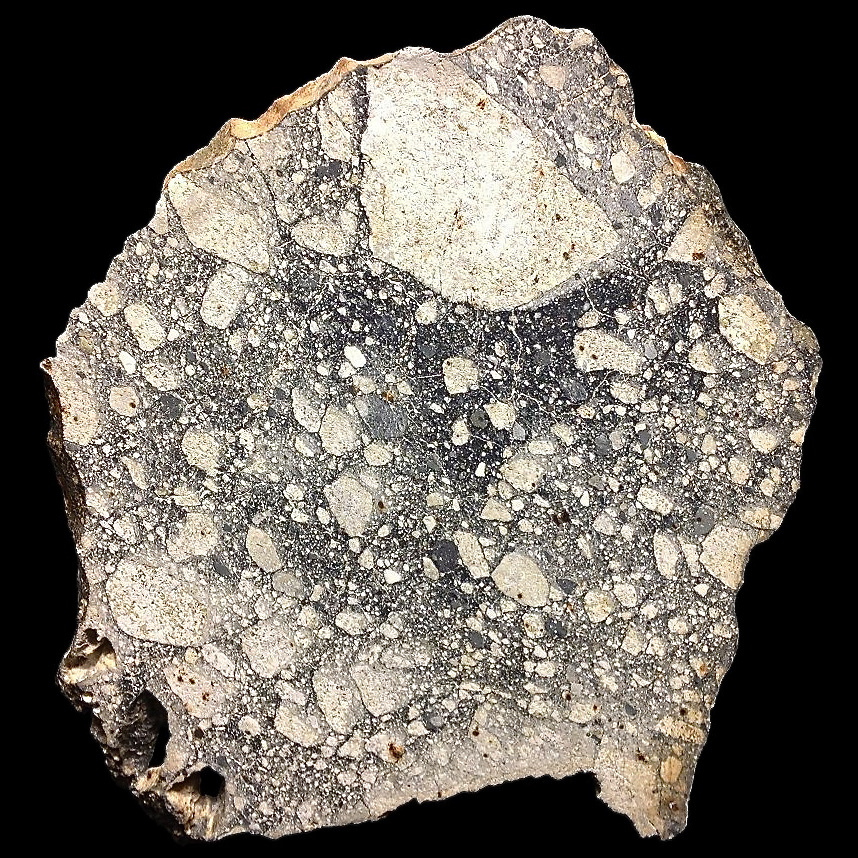
Фрагмент найбільшого з відомих місячних метеоритів — NWA5000, знайденого в пустелі Сахара у 2007 році.

Мі́сячний метеори́т — метеорит, який початково утворився на Місяці. Зазвичай, місячні метеорити класифікуються як результат швидкоплинних місячних явищ. Висловлювалося припущення про можливість віднесення до місячних метеоритів тектитів, але ця точка зору не розділяється науковою спільнотою.

## Відкриття місячних метеоритів
У січні 1982 року американський геолог Джон Шутт в ході експедиції в Антарктиду за програмою ANSMET виявив метеорит із незвичайними характеристиками. Цей метеорит, який згодом дістав назву Allan Hills 81005, був відправлений у Вашингтон, де геохімік Смітсонівського інституту Браян Мейсон зробив висновок, що даний зразок за своїми властивостями відрізняється від усіх відомих метеоритів і швидше нагадує характеристики місячних порід, доставлених на Землю в ході програми «Аполлон». По декількох роках японські вчені визнали місячним метеоритом об'єкт під назвою Ямато 791197, виявлений у 1979 році в Антарктиді. Станом на жовтень 2010 року було виявлено 134 місячних метеорити загальною масою понад 46 кг. Усі місячні метеорити були знайдені у пустельних місцевостях — в Антарктиді, Північній Африці та в султанаті Оман. У Європі, Північній Америці та Південній Америці жодного місячного метеорита досі не знайдено.
Встановлення місячного походження метеорита виконується шляхом порівняння його хімічного та ізотопного складу зі зразками місячного ґрунту, доставленого з Місяця в ході програми «Аполлон».

## Потрапляння на Землю
За оцінками метеоритиків, більшість місячних метеоритів формується в місячних кратерах, які мають в діаметрі декілька кілометрів або менше. На сьогодні жоден місячний кратер не був однозначно ідентифікований як джерело місячних метеоритів, хоча є припущення, що метеорит Шейх ель-Ухеймір 169 може походити з кратера Лаланд на видимому боці Місяця.
Вимірювання концентрації благородних газів показали, що всі місячні метеорити були викинуті з поверхні Місяця протягом останніх 20 мільйонів років, причому більша їх частина — за останні 100 тисяч років. Покинувши поверхню Місяця, більшість місячних метеоритів опинялася на навколоземній орбіті і кінець кінцем падала на поверхню Землі. Частина метеоритів, викинутих з поверхні Місяця, опиняється на навколосонячних орбітах і може згодом перетнути орбіту Землі.

## Наукова значимість
Усі зразки місячних порід, доставлені в результаті шести місій космічних кораблів «Аполлон», були зібрані в центральній частині видимого боку Місяця, який, як показала згодом програма Lunar Prospector, характеризується наявністю геохімічних аномалій. На відміну від цих зразків місячні метеорити мають випадкове походження і, отже, забезпечують більш репрезентативну вибірку властивостей місячної поверхні, ніж зразки проєкту «Аполлон». За відомими оцінками, половина місячних метеоритів, швидше за все, є зразками порід зворотного боку Місяця.
Після виявлення у 1982 році першого місячного метеорита в науковій спільноті було висловлено припущення, що деякі раніше знайдені метеорити з незвичайними характеристиками можуть мати марсіанське походження. Підтвердження походження місячних метеоритів свідчить на користь гіпотези, що дія на поверхню Марса також може призвести до виникнення метеоритів, які падають на Землю. За аналогією, з'являється також припущення про можливість появи «земних метеоритів» на поверхні Місяця. Пошук «земних метеоритів» на Місяці є дуже цікавим для геологів, оскільки існує гіпотетична ймовірність виявлення земних порід віком понад 3,9 мільярда років, які зруйнувалися на Землі через різні геологічні процеси, але могли зберегтися на Місяці.

## Приватна власність

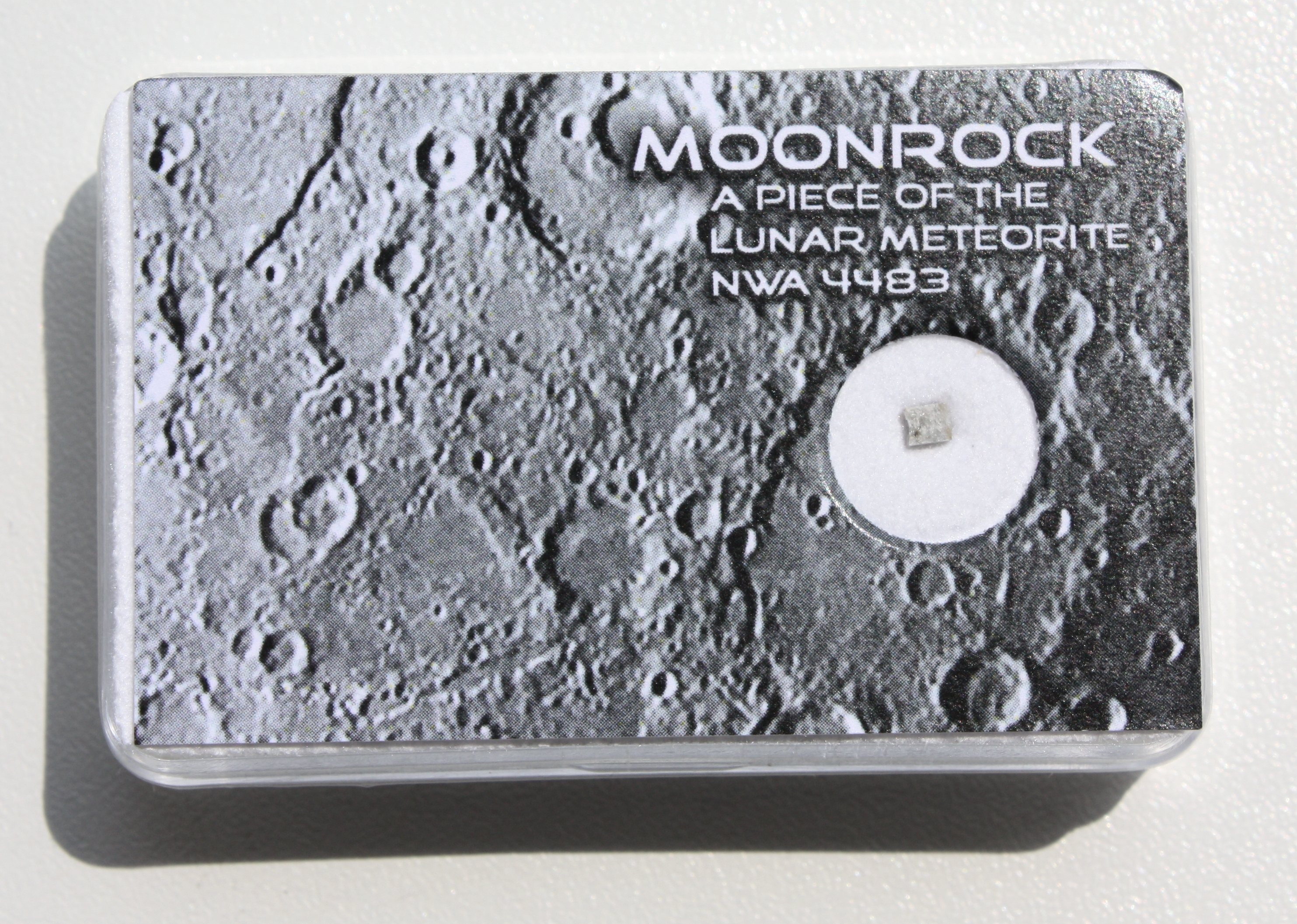
Фрагмент місячного метеорита NWA 4483, розміром 2,2 × 2,0 мм і масою 11 мг, який є приватною власністю

Оскільки всі зразки місячного ґрунту, зібрані в ході програми «Аполлон», є власністю уряду США (і, аналогічно, зразки місячного ґрунту, доставлені на Землю радянськими автоматичними станціями Луна-16, Луна-20 і Луна-24, є власністю уряду СРСР (а потім — РФ)), єдиним способом отримання місячного ґрунту в приватну власність є присвоювання або покупка місячних метеоритів. Відомо, що три крихітних зразки місячного ґрунту були продані на аукціоні за 442 500 доларів у 1993 році.